# Новоолександривка
Новоолександривка (на украински: Новоолександрівка) е село в Южна Украйна, Подилски район на Одеска област. Основано е през 1935 година. Населението му е около 552 души.